# Toda av Pamplona
Toda Aznárez, eller Teuda de Larraun, född cirka 885, död 970, var en drottning av Pamplona, senare kallat Navarra,  genom sitt giftermål med Sancho I av Pamplona. Hon var regent under sin son García IIIs minderårighet från 931 till 934. Hon var den första kvinnan som regerade Navarra. 

## Biografi
Toda var dotter till Aznar Sánchez av Larraun och Onneca Fortúnez av Pamplona och på båda sina föräldrars sida en medlem av kungahuset: hennes far var sonson till kung García Íñiguez av Pamplona och hennes mor dotter till kung Fortún Garcés av Pamplona. Genom sin mors första äktenskap var hon också släkt med Abd ar-Rahman III, kalifen av Cordoba. Toda blev änka 925 då hennes make avled och efterträddes av sin makes bror Jimeno, som också var hennes syster Sancha Aznárez make. 
Efter Jimenos död 931 blev hennes son Garcia kung med henne som förmyndarregent. Hon var en energisk diplomat som arrangerade politiska äktenskap för sina döttrar som skapade allianser med andra kungliga och adliga kristna ätter. År 934 slöt hon ett avtal om utväxlning av gisslan med kalifen, där denna i gengäld accepterade att erkänna hennes sons styre. Detta har tolkats som att hennes regentskap upphörde det året. Toda upphävde dock avtalet 937. 
Fram till år 959 förekommer Toda i olika officiella dokument som drottning i stället för sin svärdotter. Hon styrde 958 ett område kring städerna Diego och Lizarra som ett eget kungadöme avdelat åt henne i Navarra. Toda är kanske mest känd för det besök hon gjorde hos kalifen i Cordoba 958. Hon hade konsulterat sin släkting kalifen per brev om sin dotterson Sancho I av Leóns hälsa, och bett om att få en läkare för honom. Hon, hennes son och dotterson gjorde sedan ett officiellt besök hos kalifen i Cordoba för att konsultera dess läkare om medicinsk behandling. Besöket uppfattas som en stor händelse i diplomatisk historia.

## Barn
Enligt codex Roda fick Sancho I och Toda sex barn.
- Oneca (d.931)
- Sancha
- Urraca
- Velasquita
- Orbita
- García III